# آلیشیا مک‌کورماک
آلیشیا مک‌کورماک (انگلیسی: Alicia McCormack؛ زادهٔ ۷ ژوئن ۱۹۸۳) بازیکن زن واترپلو اهل استرالیا است.
وی در مسابقات کشوری و بین‌المللی در مجموع برندهٔ ۲ مدال طلا، ۱ مدال نقره، ۵ مدال برنز شده‌است.